# Сара Пастрана
Сара Пастрана (ісп. Sara Pastrana, 12 березня 1999) — гондураська плавчиня.
Учасниця Олімпійських Ігор 2016 року.